# When Love Is King
When Love Is King er en amerikansk stumfilm fra 1916 af Ben Turbett.

## Medvirkende
- Richard Tucker som Felix.
- Carroll McComas som Marcia Morton.
- Bigelow Cooper som J.P. Morton.
- Vivian Perry som Louise.
- John Sturgeon.